# Gesellschaft der Freunde Kants
Die Gesellschaft der Freunde Kants ging aus der Tischgesellschaft hervor, die Immanuel Kant bis 1803 um sich versammelt hatte. Sie wurde nach seinem Tod 1804 im Jahre 1805 gegründet, tagte bis 1944 in Königsberg und ab 1947 in Göttingen, später in Mainz. In diese Tradition stellt sich die 2011 gegründete Gesellschaft Freunde Kants und Königsbergs e. V.
Nicht zu verwechseln ist die Gesellschaft mit der wissenschaftlichen Kant-Gesellschaft, die 1904 in Halle gegründet, 1969 in Bonn wiedergegründet wurde und in Mainz beheimatet ist.

## Geschichte

### Gründung 1805

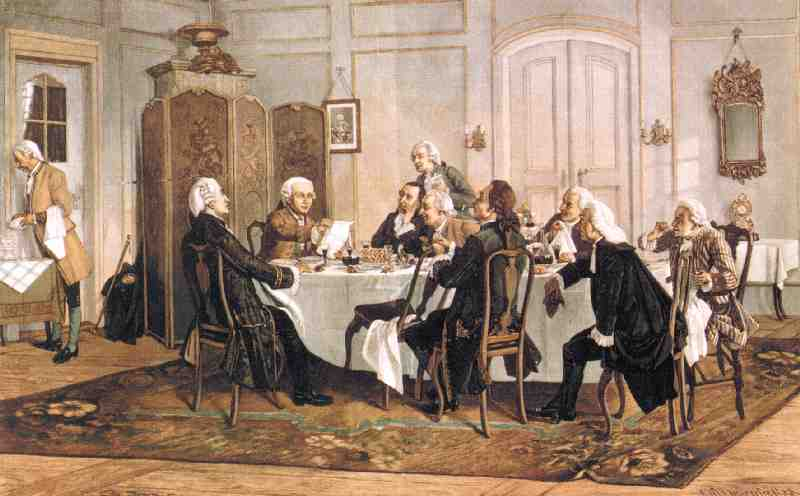
Emil Doerstling: Kant und seine Tischgenossen (Reproduktion um 1892)

William Motherby, wie sein Vater Robert Motherby ein Freund von Kant, lud zu Kants Geburtstag ein Jahr nach dessen Tod, zum 22. April 1805, Kants Freunde und näheren Bekannten zu einem „Erinnerungsfeste“ in Kants Wohnhaus ein. Der Einladung folgten alle, die noch lebten:
1. Johann Brahl, Oberstadtinspektor
2. Samuel Friedrich Buck (1763–1827), Bürgermeister von Königsberg[2]
3. Christoph Friedrich Elsner
4. Johann Gottfried Frey
5. Johann Christian Gädeke (1765–1853), Königsberger Kaufmann, Schwiegersohn von Friedrich Conrad Jacobi
6. Johann Friedrich Gensichen, Mathematiker
7. Karl Gottfried Hagen, Pharmazeut und Universalgelehrter
8. Johann Michael Hamann (1769–1813)[3]
9. Johann Gottfried Hasse (1759–1806), ev. Theologe und Orientalist
10. Johann Benjamin Jachmann (1765–1832), Arzt, Bruder von Reinhold Bernhard Jachmann,
11. Friedrich Conrad Jacobi, Bankier
12. Christian Jakob Kraus, Philosoph und Ökonom
13. Dr. Laubmeyer, Arzt
14. Dr. med. William Motherby (1776–1847), Arzt und später Landwirt
15. John Motherby (1784–1813), Jurist, Bruder von William Motherby, gefallen bei der Erstürmung des Äußeren Grimmaischen Tors in Leipzig durch die Preußen
16. Friedrich Nicolovius, Buchhändler und Verleger
17. Karl Ludwig Pörschke, Philologe und Philosoph
18. Karl Daniel Reusch, Physiker und Bibliothekar
19. Christian Friedrich Reusch, Sohn von Karl Daniel Reusch
20. Johann Georg Scheffner, Jurist, Kriegsrat und Schriftsteller
21. Schreiber, Regierungsrat
22. Georg Michael Sommer, Pfarrer der Haberberger Trinitatis-Kirche
23. Friedrich August von Staegemann, Beamter, Diplomat, preußischer Reformer
24. Johann Friedrich Vigilantius, Regierungsrat, Rechtsberater Kants, setzte Kants Testament auf
25. Ehregott Andreas Wasianski, Theologe

Sie beschlossen, künftig den Kant-Geburtstag regelmäßig gemeinsam zu begehen. Das war der Gründungsakt der Vereinigung, die später den Namen Gesellschaft der Freunde Kants erhielt. Versammlungsort war bis 1810 Kants Wohnhaus, das ab 1805 ein Gasthaus war, ab 1811 das „Deutsche Haus“ in Königsberg. Man kam auch im schweren Jahre 1807 zusammen. Das erste größere öffentliche Ereignis im Leben der Gesellschaft war 1810 die Einweihung der Wandelhalle Stoa Kantiana mit Grabkapelle und Kant-Büste als würdige Begräbnisstätte des Philosophen am Königsberger Dom.

### 1806 bis 1945

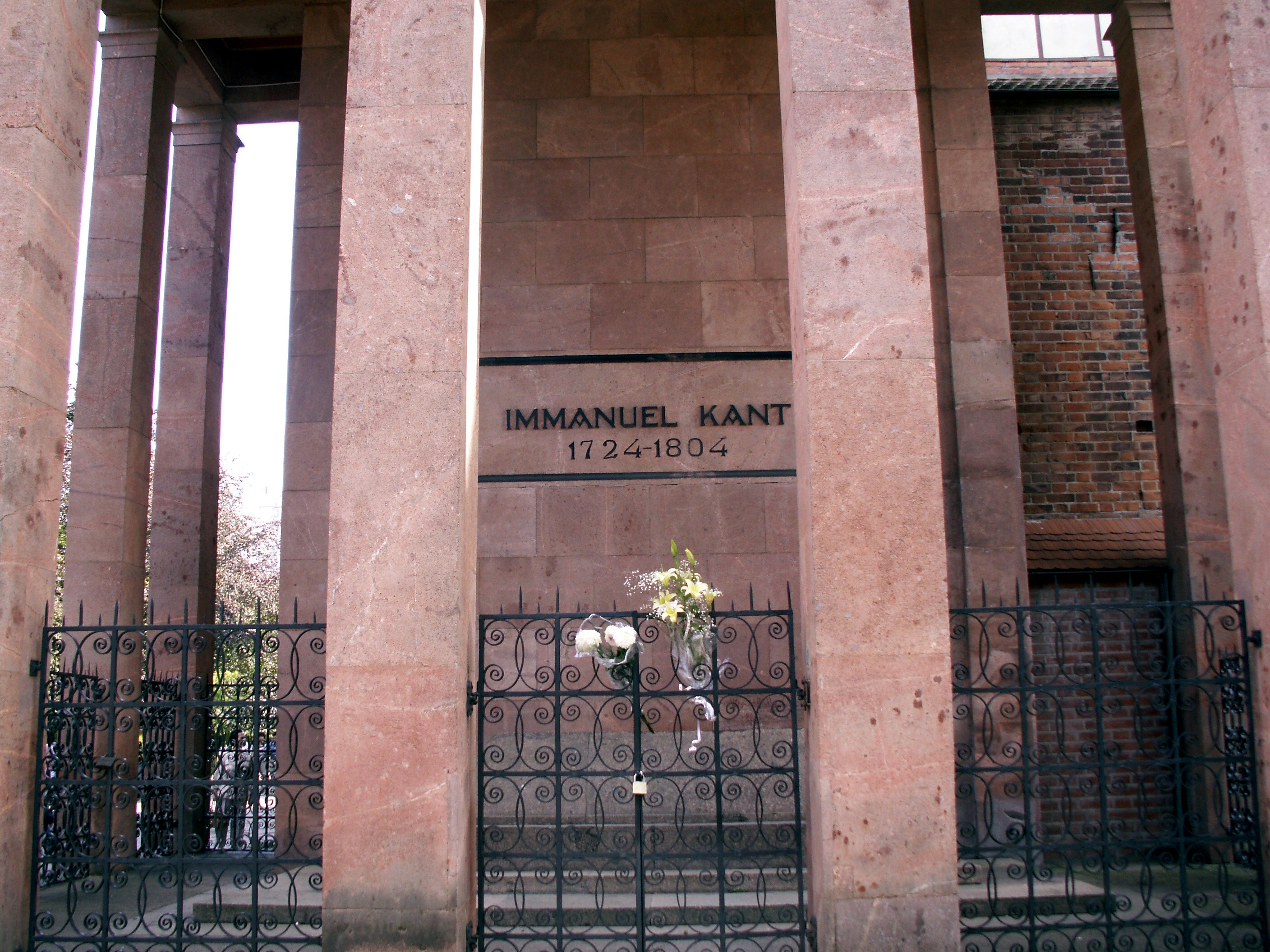
Kants Grab von 1924

Bei der Auswahl neuer Mitglieder der Gesellschaft galt weiterhin wie zu Kants Lebzeiten, dass „verschiedenste Stände und Berufsgruppen“ darin vertreten sein sollten. Die Mitgliederzahl – nur Männer – war zunächst auf 30 begrenzt, lag jedoch 1905 bei 77 und 1932 zwischen 90 und 100. Statuten hatte die Gesellschaft nicht. Ihre Aufgabe sah sie in der Bewahrung des Gedächtnisses an Kant in seiner Heimatstadt. Jährlich fand die von der Öffentlichkeit beachtete Geburtstagsfeier mit der Geburtstagsrede statt. Die Gesellschaft kümmerte sich um Kants Grabstätte und beging würdig den 100. Geburtstag des Philosophen im Jahre 1824. Auch an der Vorbereitung des Kant-Denkmals von Christian Daniel Rauch 1864 hatten die Freunde Kants Anteil. 1880 wurden Kants Gebeine in einer neuen Grabkapelle beigesetzt. Ohne Erfolg blieben Bemühungen um den Erhalt des Wohnhauses von Kant in der Altstadt von Königsberg, es wurde 1893 abgerissen und durch ein Geschäftshaus ersetzt. Die Gesellschaft beteiligte sich an der großangelegten Feier in Königsberg zu Kants 100. Todestag 1904. Zur Feier des 200. Geburtstages des Philosophen im Jahre 1924 beteiligten sich die „Freunde Kants“ in ungewohnter Weise: das sonst im kleinen Kreise stattfindende „Bohnenmahl“ wurde in großem Rahmen von etwa 300 Personen in der Stadthalle (Königsberg) eingenommen. Die Gesellschaft hatte sich gemeinsam mit der Königsberger Ortsgruppe der 1904 in Halle gegründeten wissenschaftlichen Kant-Gesellschaft sehr um eine angemessene Gestaltung des Kant-Grabes gekümmert. Diese kam dann durch den ostpreußischen Architekten Friedrich Lahrs als Anbau an den Königsberger Dom in der noch heute vorhandenen Anlage zustande.
Die Gesellschaft sammelte von Anfang an auch Kantiana. Auf diese reiche Sammlung konnte man sich 1924 bei der Einrichtung der vier Kant-Zimmer und 1938 eines Kant-Museums im Stadtgeschichtlichen Museum (Königsberg) stützen. Die Gesellschaft wirkte ferner bei der Anbringung von Gedenktafeln für Kant mit. 1836 schlug Karl Rosenkranz, Nachfolger auf dem Lehrstuhl Kants, in der Festrede zu Kants Geburtstag der Gesellschaft der Freunde Kants vor, die erste Gesamtausgabe der Werke des Philosophen herauszubringen. Dies verwirklichte er 1838 bis 1840 gemeinsam mit dem Historiker Friedrich Wilhelm Schubert.
Die Einberufung zur jährlichen Geburtstagsfeier oblag zunächst einem gewählten Festordner. Dann wurde ab 1814 auf Vorschlag des Astronomen Friedrich Wilhelm Bessel derjenige zum Festredner gekürt, der in seinem Dessert eine versteckte Silberbohne fand. So wurde aus dem Festordner der „Bohnenkönig“, aus der Gesellschaft die „Bohnen-Gesellschaft“.

„Die Tischreden haben die Aufgabe, Mitteilungen aus Kants Leben zu machen, oder Gegenstände zu behandeln, die mit der Kantischen Philosophie und ihrer weiteren Verbreitung in inniger Verbindung stehen.“

Zu den prominenten Mitgliedern und Rednern der Gesellschaft gehörten Philosophen wie Karl Rosenkranz, Philologen, Germanisten, Theologen, Kunsthistoriker, Physiker, Politiker, Historiker, zwei Königsberger Oberbürgermeister, Dichter und Kant-Forscher: Julius Rupp, Hermann von Helmholtz, Theodor von Schön, Eduard von Simson, Ernst Wichert und Felix Dahn.
Der Königsberger Architekt Friedrich Lahrs widmete der Gesellschaft der Freunde Kants 1936 eine Schrift mit acht selbst gezeichneten Bildern aus dem Königsberg des 18. Jahrhunderts.
Die Gesellschaft der Freunde Kants wirkte bis zum Untergang Königsbergs im Jahre 1945 im Sinne ihrer Begründer am Wirkungsort des großen Philosophen. Der letzte Bohnenkönig, der am 22. April 1945 die Festrede hätte halten sollen, war Bruno Schumacher. Er legte – wie es an Kants Todestag üblich war – am 12. Februar 1945, bereits unter sowjetischem Artilleriefeuer auf die Stadt, einen Kranz an dessen Grab am Königsberger Dom nieder. Dieser war seit den britischen Bombenangriffen Ende August 1944 nur noch eine ausgebrannte Ruine.
Die Königsberger Akten der Gesellschaft sind seit Kriegsende verschollen.

### Ab 1947
Von überlebenden Königsbergern wurde 1947 die „Gesellschaft der Freunde Kants“ – dem Göttinger Arbeitskreis zugeordnet – in Göttingen neu belebt. Sie hielt hier bis 1973 jährlich ihr „Bohnenmahl“ in Fortführung der Königsberger Tradition ab und wechselte ab 1974 nach Mainz. Dort befand sich auch das Sekretariat der Kant-Gesellschaft. Der Philosoph Rudolf Malter, Kanzler der Gesellschaft, stellte 1992 ausführlich deren Geschichte – mit reichen Literaturangaben – dar und rief bedeutende Königsberger Kant-Ansprachen von 1804 bis zum Untergang Königsbergs in Erinnerung.
Im Jahre 2005 wurde in Kaliningrad/Königsberg das 750. Jubiläum der Stadtgründung gefeiert. Die Kaliningrader Universität erhielt den Namen „Kant-Universität“. Aus diesem Anlass gründeten einige Universitätsangehörige und andere Kaliningrader Intellektuelle eine Vereinigung mit der Bezeichnung „Freunde des Bohnenkönigs“, die an die Königsberger Tradition der „Bohnenmahle“ und „Bohnenreden“ anknüpfte. Im Jahre 2007 machte Gerfried Horst, Mitglied der Kant-Gesellschaft, den Vorschlag, gemeinsam mit dieser russischen Vereinigung wieder in der Heimatstadt Immanuel Kants ein „Bohnenmahl“ zu feiern. Am 22. April 2008 fanden sich Russen und Deutsche zum ersten gemeinsamen „Bohnenmahl“ in Königsberg/Kaliningrad zusammen; seitdem hat es dort jedes Jahr jeweils am 22. April stattgefunden. Die Teilnehmer kommen nicht nur aus Deutschland und Russland, sondern immer mehr auch aus anderen Ländern.
Am 12. Februar 2011, dem Todestag Kants, wurde in Berlin die Gesellschaft „Freunde Kants und Königsbergs e. V.“ gegründet. Ihr Ziel ist es, die alte Königsberger Tradition des „Bohnenmahls“ wieder in Kants Heimatstadt, dem heutigen Kaliningrad, in Gemeinschaft von Deutschen, Russen und Kant-Freunden aus anderen Nationen fortzusetzen. Die Gesellschaft will außerdem das geistige Erbe Königsbergs lebendig erhalten und Kants Lehren den heutigen Menschen auf verständliche Weise nahebringen. Unter den Mitgliedern der Gesellschaft sind mehrere direkte Nachkommen von damaligen Freunden Kants. Der Gesellschaft gehören nun auch Damen an. Am 22. April 2014 hielt erstmals eine „Bohnenkönigin“ (1933 geboren in Königsberg) die Festrede. Die Gesellschaft veranstaltet in jedem April um die Zeit von Kants Geburtstag eine mehrtägige Reise nach Kaliningrad/Königsberg mit Ausflügen, Vorträgen und Konzerten. Sie wirkt daran mit, Gedenktafeln für Kant und andere Königsberger anzubringen und das Kant-Museum im Königsberger Dom weiter auszugestalten. Sie ist auf diese Weise, wie die alte Königsberger „Gesellschaft der Freunde Kants“, zu einem Kulturfaktor der Stadt geworden. Berichte über ihre Aktivitäten finden sich auf Deutsch, Russisch und in anderen Sprachen auf der Internetseite der Gesellschaft.